# 阿尔弗雷德-英厄马尔·贝恩特
阿尔弗雷德-英厄马尔·贝恩特（Alfred-Ingemar Berndt，1905年4月22日—1945年3月28日）是一位纳粹德国记者、作家，曾与国民教育与宣传部部长約瑟夫·戈培爾密切合作。
贝恩特在18岁时加入纳粹党，在20岁时加入冲锋队。他曾担任戈培尔負責的党报的副主编，之后在1936年加入国民教育与宣传部。贝恩特曾写过一部关于1940年德军入侵低地国家和法国的一手著作，有人认为他是夸耀元帅埃尔温·隆美尔的隆美尔神话的原作者。贝恩特還曾在多人面前冷血地杀害被俘同盟國盟军飞行员。1945年初，他指挥党卫队親衛隊第5師的一个营作戰，最终在1945年3月28日在匈牙利遭苏军空袭死亡。